# Yeh Dillagi
Pour plus de détails, voir Fiche technique et Distribution.
Yeh Dillagi (Français : cette  chérie) est un film indien de Bollywood, réalisé en 6 mai 1994 par Naresh Malhotra, produit par Yash Chopra avec Akshay Kumar, Kajol et  Saif Ali Khan. Il s'agit d'une adaptation du film Sabrina datant de 1954 avec Audrey Hepburn. Ce film a connu un franc succès, si bien que lors des Filmfare Awards, Akshay Kumar et Kajol ont été respectivement nommés pour le meilleur acteur et la meilleure actrice.

## Synopsis
Vijay (Akshay Kumar) et Vicky (Saif Ali Khan) sont frères et héritiers des industries Saigal. Alors que Vijay consacre tout son temps à son activité professionnelle, Vicky ne s’intéresse qu'aux femmes. Celui-ci n'avait jamais remarqué Sapna (Kajol), fille du chauffeur de la famille Saigal, avant qu'elle ne devienne un célèbre mannequin. Il tente alors de la séduire mais se surprend à éprouver de sincères sentiments à son égard et se métamorphose : il ne boit plus d'alcool, ne fume plus et ne flirte plus ! Mais le succès de la jeune fille ne change pas sa condition : elle demeure la fille du chauffeur et si Mme Shanti Saigal (Reema Lagoo) ferme les yeux sur les aventures de son fils avec de riches jeunes filles, elle refuse d'entendre parler de Sapna. Vijay tente d'arranger la situation, mais il tombe également amoureux de Sapna. Les deux frères souhaitent alors épouser la même jeune femme malgré l'opposition de leurs parents.

## Fiche technique
- Titre : Yeh Dillagi
- Réalisateur : Naresh Malhotra
- Producteur : Yash Chopra, Aditya Chopra et Uday Chopra
- Scénariste : Sachin Bhowmik
- Musique : Dilip Sen et Sameer Sen
- Distributeur : Yash Raj Films
- Sortie : 6 mai 1994
- Genre : Comédie dramatique, romance et film musical
- Durée : 154 minutes
- Langue : hindi
- Pays de production : Inde

## Distribution
- Akshay Kumar : Vijay
- Saif Ali Khan : Vicky
- Kajol : Sapna alias Sajna
- Reema Lagoo : Shanti Saigal
- Saeed Jaffrey : Bhanupratap Saigal
- Deven Verma : Gurdas Bannerjee
- Karisma Kapoor (apparition exceptionnelle)

## Musique
La bande originale du film comporte 7 chansons composées par Dilip Sen et Sameer Sen.
| Chanson               | Interprète(s)                           | A l'écran                          |
| --------------------- | --------------------------------------- | ---------------------------------- |
| Dekho Zara Dekho      | Lata Mangeshkar, Kumar Sanu             | Akshay Kumar, Kajol                |
| Gori Kalai            | Lata Mangeshkar, Udit Narayan           | Akshay Kumar, Kajol                |
| Honton Pe Bas         | Lata Mangeshkar, Kumar Sanu             | Saif Ali Khan, Kajol               |
| Lagi Lagi Dil Ki Lagi | Lata Mangeshkar, Udit Narayan, Abhijeet | Akshay Kumar, Saif Ali Khan, Kajol |
| Main Deewana Hoon     | Pankaj Udhas                            | Pankaj Udhas                       |
| Naam Kya Hai          | Lata Mangeshkar, Kumar Sanu             | Saif Ali Khan, Kajol               |
| Ole Ole               | Abhijeet                                | Saif Ali Khan                      |